# The Core
The Core (bra: O Núcleo - Missão ao Centro da Terra; prt: Detonação) é um filme estadunidense de 2003, dos gêneros ficção científica e catástrofe, dirigido por Jon Amiel.

## Sinopse
O geofísico Dr. Josh Keyes descobre que um experimento fracassado fez com que o movimento de rotação do núcleo da Terra cessasse. Com a rápida deterioração do magnetismo na Terra, a atmosfera começa a se deteriorar, o que é mortal para os seres vivos do planeta. Para tentar resolver a crise, Keyes reúne os melhores cientistas do mundo para entrarem no corpo do centro da Terra para reativar a rotação. Keyes com a ajuda de seus colegas cria uma maquina para chegar ao núcleo.

## Elenco
- Aaron Eckhart .... Dr. Josh Keyes
- Hilary Swank .... major Rebecca "Beck" Childs
- Delroy Lindo .... Dr. Edward "Braz" Brazzelton
- Stanley Tucci .... Dr. Conrad Zimsky
- Tchéky Karyo .... Dr. Serge Leveque
- Bruce Greenwood .... comandante Robert Iverson
- DJ Qualls .... Theodore Donald "Rat" Finch
- Alfre Woodard .... Dr. Talma "Stick" Stickley
- Richard Jenkins .... general Thomas Purcell

## Recepção
O Metacritic, que usa uma média ponderada, atribuiu ao filme uma pontuação de 48 em 100, baseado em 32 críticos, indicando críticas "mistas ou médias".